# Kraljevstvo Lazika
Kraljevstvo Lazika (gruzijski: ლაზიკის სამეფო, grčki Λαζική, Lazikē, čanski: Laziǩa / ლაზიკა, perzijski: لازستان Lazistan‎, armenski: Եգեր Yeger) ili Kraljevstvo Egreisi (gruzijski: ეგრისის სამეფო) ) je bila mala gruzijska kršćanska kraljevina na području današnje gruzijske pokrajine Abhazije.

## Ime
U svezi je s imenom naroda Laza. Vrhunac ovog kraljevstva bio je od 1. st. pr. Kr. do 7. stoljeća.

## Zemljopis
Prostirala se na istočnoj obali Crnog mora prema unutrašnjosti, a na sjeveru joj je približna granica bila rijeka Phasis (danapnja Rion ili Rioni), na jugu rijeka Chorokh(i) na jugu, dok je istočna granica bila Kraljevstvo Iberija.
Bilo ju je vrlo teško prijeći s obiju strana rijeke Phasisa, jer su ju obrubljivale vrlo visoke šiljaste planine, a prolazi vrlo dugi i uski, što je davalo njihovoj nesigurnosti prolaznicima.
Kao takva bila je važna strateška točka. Bila je obrambeni zid proti kavkaskim barbarima. Susjedne su velesile to dobro znale, pa su željele držati pod svojom kontrolom ovu kraljevinu. Perzijancima je to bilo u interesu jer su tako mogli nadzirati Lazici susjedne Hune. S druge strane, Lazi su bili prijateljski prema "Romejima" (Istočnom Rimskom Carstvu, Bizantu) kao što su to bili Abhazi i stari bizantski prijatelji, kršćanski narod Alana. Sve je to činilo izvrsnu podlogu Bizantu za širenje svog utjecaja.

## Gospodarstvo
Prema Prokopiju, Lazika je bila zemlja male plodnosti gdje je malo toga uspijevalo. Poimence navodi da ni žito ni ikoje druge žitarice ne uspijevaju ondje, da se ni vino ne proizvodi, nema ni soli niti se išta drugo ondje ne proizvodi.
Kao jedine izvore za svoje gospodarstvo navodi se trgovinu kožama, krznima i robovima, čime dolaze do potrebnih dobara.

## Povijest
Rimski pisac Prokopije smatra da je Lazika ono što je nekad bila Kolhida.

### Pokrštenje
Kršćanstvo u Lazici pojavilo u 4. stoljeću, a učvrstilo u 5. stoljeću. Prvih desetljeća 4. stoljeća, kršćanska eparhija odnosno biskupija Pitiunt (ბიჭვინთა Bichvinta, gruzijski) uspostavljena je u ovom kraljevstu, kao i u drugom istočnom gruzijskom kraljevstvu Iberiji. Kršćanstvo je proglašeno službenom vjerom u ovom kraljevstvu 319. godine.  Zabilježeno je da je kralj Gubaz I., suvremenik cara Lav I., bio gorljivim kršćaninom.
Lazi su početkom 700-ih, a moguće još zadnjih desetljeća 5. st. imali samostan u pustinji
Jeruzalema. Poslije ga je vratio Justinijan.

### Vanjskopolitički položaj
Lazika nije bila obični vazal, jer je imala neke povlastice. Prokopije je zabilježio da lazički kraljevi nisu izvršavali zapovjedi rimskog cara, nisu plaćali danak, niti su davali postrojbe kad je car išao u ratni pohod.
I u unutarnjoj su politici imali veliku samostalnost. Kad bi lazički kralj umro, Lazi su izabirali svog kralja, dok je car samo poslao znakove kraljevske vlasti novom kralju te "Romeji" time nisu nikako zadirali u lasku odluku.
Zbog svog važnog strateškog položaja (bedem protiv kavkaskih barbara) i svijesti kako i druge velesile (Perzija) znaju kako je Lazika važna, carstvo je bilo u prijateljsko prema Lazici, jer mu je obrana granica na tom području bila ovisna o njoj. Stoga je Lazika primala od carstva pomoć u vidu novca i vojnih snaga. Ipak, Za obranu prolaza od prodora barbara slali su im novac i vojsku.
Perzija je to znala te ju je htjela imati za sebe, ili barem ne biti u ratu s Lazikom.
Za carevanja cara Anastazija te prvih pet godina carevanja Justina I., Perzija je bila vrlo utjecajna u Lazici, odnosno njen car Kavad. Tad je Kavad izabrao izvjesnog Damnaza (Zamnaksa) kojeg je okrunio za lazičkog kralja. Namjeravao je Kavad u kršćansku Laziku uvesti zoroastrizam.  Damnaza je naslijedio sin Tzath koji je bio u dobrim odnosinma s Kavadom još dok je Damnaz bio živ. No, perzijski je krov bio preveliki kotač oko vrata.
Za vrijeme istočnog rimskog (bizantskog) cara Justina I., susjedi Lazike, Bizant i Perzija bili su u miru, za razliku od stanja s njegovim prethodnikom Anastazijem. 
Stoga se Perzija prvo obračunala s Bijelim Hunima do 513., a nakon toga s mazdakizmom, kojeg je skoro u potpunosti iskorijenila. Potom se Perzija mogla okrenuti s Bizantom, koji je potratio novac koje je prikupio Anastazije (320.000 funta zlata). Do Justinijanova ustoličenja, po Prokopijevim navodima, nije ništa ostalo od toga, a Ivan Lidijski je zabilježio veliku potrebu za novcem bez kojeg se nikakva akcija nije mogla poduzeti.
Tako je nakon što je umro Justin izbio je bizantsko-perzijski rat.

### Rimsko-perzijski ratovi
Dva mala kavkaska kršćanska kraljevstva, Lazika i Iberija pobunila su se protiv perzijskog gospodara, čime su narušila mir u rimsko-perzijskim ratovima. Dok je odluku Lazike 521./522. o prelasku pod zaštitu Rimskog Carstva Kavad I. "progutao" ovu drugu nije mogao tako da je 526. godine izbio novi vojni sukob. Ovaj rat će se voditi na do tada najvećem teritoriju od Jemena do Kavkaza i završit će 532. godine povratkom na status quo iz 525. godine tako da je Iberija dana Perziji, a Lazika Rimu.
Iako je car Justinijan I. (527. – 565.) platio Hozroju I. Anuširvanu (sinu Kavada I.) 440.000 zlatnih kovanica da bi ostao mir, 540. je godine Hozroje prekršio "vječni mir" iz 532. te napao Siriju, gdje je opljačkao grad Antiohija (smatra se da je tad kroničar Ivan Malala otišao odandje) i iznudio veliki novac od ostalih gradova. Uslijedili su novi sasanidski uspjesi: Lazika je 541. prebjegla na perzijsku stanu a 542. je slomljena velika bizantska ofenziva kod Anglona. Dogovoreno je petogodišnje primirje 545. godine, no Lazika se opet pokazala vjerolomkom: opet je promijenila strane te izgnala perzijski garnizon uz bizantsku pomoć. Rat se obnovio, no borbe su bile samo unutar teritorija Lazike koja je ostala Bizantu kad je mir zaključen 562. godine.

### Sljednici
U starovjekovnom kraljevstvu Kolhidi starogrčki povjesničar Strabon spominje kao podanike Svane. Kolhidu je 552. godine naslijedilo Kraljevstvo Lazika (Egrisi), te Kraljevina Abhazija u 8. stoljeću koje je u ranom 11. stoljeću postalo Kraljevina Gruzija (v. Svaneti).